# Giro derviche
El giro derviche es un ritual, el cual lleva a que tu mente este completamente vacía, sin pensar absolutamente en nada para así, llegar al punto de relajación máxima. Este giro, no solo es un arte, sino que es celebración, un rito sagrado.
A través del Sufismo, su visión artística tradicional, basada en la búsqueda interior, el crecimiento espiritual, logramos reunirnos con nuestra interioridad, ese espacio sagrado donde realmente somos y donde habitualmente, no estamos.
El giro derviche está orientado a conectar con nuestro ser interior, esta vez a través del movimiento. Es esta una danza contemplativa, o una meditación dinámica, en la que uno no gira con su cuerpo, sino que lo hace con el centro de su ser o conciencia.
Los Giros Derviches cultivan el movimiento físico para abrir la puerta entre lo mundano y lo Divino, utilizando la danza ritual y los ejercicios con movimientos controlados para promover los estados de conciencia. Con este Giro, nosotros debemos entender los secretos de la energía de la Luna llena, la Tierra y la órbita alrededor del Sol; entender la conexión entre el giro y la energía.

## ¿Cómo hacerlo?
Se gira de derecha a izquierda, en un flujo de movimiento constante, como el grácil deslizamiento de la pluma del calígrafo sobre el papel virginal; hacia el corazón, ad intra; o en sentido contrario a las agujas del reloj, esto es, a contratiempo. Para hacer este giro, hay que aprender sus técnicas: velocidad, coordinación de pies y manos.
El secreto de realizar tantos giros sin problemas (sin marearse por ejemplo) está en la figura del dedé, el maestro, que supervisa a los derviches para conseguir dar vueltas sincronizadas. Una mano alzada hacia el cielo y la otra vuelta hacia la tierra. Esta danza sagrada consistente en girar (a veces durante horas) hasta llegar al trance, a la unión con la divinidad, a la fusión con el todo.
Cuando hacemos el Giro derviche estamos rodeados de energía. Aprendamos como interactuar con ella y cómo usarla en las prácticas diarias de meditación. El movimiento ocurre en el tiempo y en un solo movimiento podemos estar fuera del él; transformamos la danza en un perpetuo estado de conciencia en la perfecta quietud. Una introducción al secreto de la Energía Cósmica y el Giro Sufí relacionados con la espiritualidad de la Orden Sufí. Las bailarinas aprenden la importancia del giro y la acumulación de energía, desde una perspectiva cósmica y espiritual.